# 115492 Watonga
115492 Watonga este o planetă minoră (asteroid) din centura de asteroizi. A fost descoperită pe 23 octombrie 2003 la Emerald Lane Observatory⁠(d) de Loren C. Ball⁠(d) și a fost numită după Watonga⁠(d). 
Obiectul prezintă o orbită caracterizată de o semiaxă mare de 3,1954045566397 UAi, o excentricitate de 0,073452510826907, o înclinație de 14,550702600076 ° în raport cu ecliptica.